# لوله‌کرم‌واران
لوله‌کرم‌واران (نام علمی: Nematoidea) نام یک کلاد از رده گردنورونیان است.